# جیم فورنل
جیم فورنل (انگلیسی: Jim Furnell؛ زادهٔ ۲۳ نوامبر ۱۹۳۷) فوتبالیست اهل بریتانیا است.
از باشگاه‌هایی که در آن بازی کرده‌است می‌توان به باشگاه فوتبال پلیموث آرگیل، باشگاه فوتبال برنلی، باشگاه فوتبال روترهام یونایتد، باشگاه فوتبال آرسنال، و باشگاه فوتبال لیورپول اشاره کرد.